# Nicole-Lise Bernheim
Pour les articles homonymes, voir Bernheim.
Nicole-Lise Bernheim  née le 26 août 1941 à Périgueux et morte le 10 avril 2003 à Strasbourg est une écrivaine, journaliste féministe, réalisatrice et productrice de radio française. Elle a collaboré notamment avec Le Monde, Le Monde diplomatique, L'Express et France Culture.

## Biographie
Revendiquant son féminisme à partir des années 1970, Nicole-Lise Bernheim cofonde en 1974 l’association Musidora qui met en place le premier festival de films de femmes en France. Après un travail comme stagiaire-son sur le tournage d'India Song avec Marguerite Duras, Nicole-Lise Bernheim en tire son premier livre en 1975, Marguerite Duras tourne un film. En 1976, elle réalise le court-métrage Qui est Alice Guy?, une évocation de la cinéaste Alice Guy, première réalisatrice de fiction de l'histoire du cinéma. Pour l'émission de radio Nuits magnétiques, elle réalise en 1978 une série de cinq émissions intitulée L'espace des hommes, où elle questionne la notion de masculinité.
Avec Mireille Cardot, elle co-écrit en 1978 le roman parodique Mersonne ne m'aime, une enquête policière de féminisme-fiction sur le meurtre d'une célèbre féministe nommée Brigitte de Savoir. La réédition du livre en 2003 contient une lettre de Simone de Beauvoir à Mireille Cardot et Nicole Lise Bernheim. Le livre est adapté en téléfilm en 1982 par Liliane de Kermadec et interprété entre autres par Valérie Schoeller, Bernadette Lafont, Jean-Pierre Léaud, Michael Lonsdale.
En 1978, elle a été filmée par Gérard Courant pour son anthologie cinématographique Cinématon. Elle est le n°43 de la collection.
En 1997 Nicole-Lise Bernheim obtient le « Prix Scam de L'Œuvre sonore » pour Jour d'été à Lavaur, une émission produite pour France Culture où elle fait le récit de son retour dans le village du Périgord où ses parents, juifs alsaciens, se sont cachés pendant la guerre.
Issue d'une famille de juifs alsaciens, Nicole-Lise Bernheim s'intéresse à la sonnerie quotidienne de la cloche de 10 heures à la Cathédrale Notre-Dame de Strasbourg. Elle réalise une émission pour France Culture, La cloche des juifs - vérité ou fantasme ?. En 2000, elle recueille une série de témoignages à Strasbourg sur la Zehnerglock (cloche de 10 heures) et le Grüselhorn (cor d'effroi). Elle les publie en 2002 dans un ouvrage La cloche de 10 heures : Bibliographie d'une rumeur. Sa recherche est mal accueillie par le milieu des historiens strasbourgeois. Jean-Pierre Kintz publie un article dans le Bulletin de la cathédrale de Strasbourg pour contrer son hypothèse d'une perpétuation de l'antisémitisme à travers la sonnerie quotidienne de la Zehnerglock.

## Publications

### Ouvrages
- Marguerite Duras tourne un film, Albatros, 1975
- avec Claire Clouzot, Alice Guy, Autobiographie d’une pionnière du cinéma, Paris, Denoël/Gonthier, 1976
- avec Mireille Cardot, Mersonne ne m'aime, Edition Des Autres, 1978
- Les hommes-spirale: récits, Ramsay, coll. « Collection Mots », 1980 (ISBN 978-2-85956-145-1)
- L'aigle et la soie, Stock, 1984
- Chambres d'ailleurs, Arléa 1986, Éd. Payot & Rivages, coll. « Petite bibliothèque Payot », 1999 (ISBN 978-2-228-89226-1)
- Saisons japonaises, Payot & Rivages, coll. « Petite bibliothèque Payot », 2002 (ISBN 978-2-228-89530-9)
- Couleur cannelle : Une plantation de cannelle à Ceylan, Arléa, 2002
- La cloche de 10 heures. Radiographie d'une rumeur, Strasbourg, Les cahiers de la Nuée Bleue, 2002[7],[8],[9]

### Articles
- « L’émancipation juridique et sociale de la femme. Une expérience aux résultats féconds », Le Monde diplomatique,‎ mai 1969, p. 39 (lire en ligne)
- « Kim quel est ton nom ? », Le Monde,‎ 2 août 1986 (lire en ligne)
- « Labyrinthes de Casablanca, ville frondeuse », Le Monde diplomatique,‎ février 1994, p. 24-25 (lire en ligne)
- « Les surprises d'Utrecht », L'Express,‎ 25 mai 2000

### Films
- Qui est Alice Guy ?, Hiéroglyphes, INA, 25 janvier 1976.[pas clair]
- [scénério]Mersonne ne m'aime, INA, 26 juin 1982

### Émissions
- L'univers des reines de beauté, Le monde insolite, France Culture, INA, 9 mars 1975.
- Qu'est-ce qu'on fera quand on sera gros ?, Nuits magnétiques, France Culture, 13 avril 1981.

## Articles sur Nicole-Lise Bernheim
- Où en sont les féministes ?, vol. 23-24, Les cahiers du GRIF, 1978 (lire en ligne), « Nicole Lise Bernheim », p. 86
- René de Ceccatty, « Le Japon intérieur de Nicole-Lise Bernheim », Le Monde,‎ 21 mai 1999
- René de Ceccatty, « Mort de Nicole-Lise Bernheim, une libre voyageuse », Le Monde,‎ 12 avril 2003 (lire en ligne)